# Campionato asiatico maschile di pallacanestro 1985
Il 13º Campionato Asiatico Maschile di Pallacanestro FIBA si è svolto dal 28 dicembre 1985 al 5 gennaio 1986 a Kuala Lumpur in Malaysia. Il torneo è stato vinto dalla nazionale filippina.
I Campionati asiatici maschili di pallacanestro sono una manifestazione biennale tra le squadre nazionali del continente, organizzata dalla FIBA Asia.

## Squadre partecipanti
| Gruppo A                        | Gruppo B                                      | Gruppo C                                                | Gruppo D                              |
| ------------------------------- | --------------------------------------------- | ------------------------------------------------------- | ------------------------------------- |
| - Cina - Indonesia - Thailandia | - Filippine - Giappone - Giordania - Pakistan | - Corea del Sud - Hong Kong - Singapore - Taipei cinese | - Malaysia - India - Iran - Sri Lanka |

## Classifica finale
| Pos | Squadra       | V-P |
| --- | ------------- | --- |
| 1   | Filippine     |     |
| 2   | Corea del Sud |     |
| 3   | Cina          |     |
| 4   | Malaysia      |     |
| 5   | Giappone      |     |
| 6   | Taipei cinese |     |
| 7   | Thailandia    |     |
| 8   | Iran          |     |
| 9   | Giordania     |     |
| 10  | India         |     |
| 11  | Indonesia     |     |
| 12  | Singapore     |     |
| 13  | Hong Kong     |     |
| 14  | Pakistan      |     |
| 15  | Sri Lanka     |     |